# Ilya Grigoryevich Ehrenburg
Ilya Grigoryevich Ehrenburg (I-li-a Ê-ren-bua). tiếng Nga: Илья́ Григо́рьевич (Ги́ршевич) Эренбу́рг, 26 tháng 1 năm 1891 – 31 tháng 8 năm 1967) – nhà thơ, nhà văn, nhà hoạt động xã hội Nga Xô Viết gốc Ukraine.

## Tiểu sử
Ilya Ehrenburg sinh ở Kiev, Ukraine bấy giờ thuộc Đế quốc Nga trong một gia đình Do Thái giàu có. Năm 1895 gia đình chuyển đến Moskva. Ehrenburg học ở trường Gymnazy cùng với Nikolai Ivanovich Bukharin. Tham gia hoạt động cách mạng từ năm 1905. Cuối năm 1908 sang Pháp hoạt động văn học, ông kết bạn với Picasso, Louis Aragon, Alexis Leger (Saint-John Perse).. và in các tập thơ: «Стихи» (1910), «Я живу» (1911), «Будни» (1913). Các năm 1914 – 1917 ông làm phóng viên cho một số tờ báo. Cuối năm 1919 cùng với Osip Mandelstam đi về vùng Cremia, sống ở nhà Maximilia. Bị bắt nhưng nhờ sự can thiệp của Bukharin nên được trả tự do. Từ năm 1921 đến năm 1924 sống ở Berlin, Đức. Thời kỳ Nội chiến ở Tây Ban Nha (1936 – 1939) Ehrenburg làm phóng viên chiến trường của báo Izvestya, sau khi những người cộng hòa thất bại, ông sang Pháp. Năm 1940 ông trở về Liên Xô. Thời kỳ chiến tranh Vệ quốc ông làm phóng viên của các tờ báo Sự Thật (Правда), Tin Tức (Известия), Ngôi sao đỏ (Красная звезда). Từ năm 1942 ông tham gia "[[Ủy ban Do Thái chống phát xít]]" rất tích cực và đã thu thập được nhiều tài liệu về cuộc tàn sát chủng tộc đối với người Do Thái (Holocaust).
Trong mục trích các bài thơ của Ehrenburg có bài thơ "Hãy giết" nổi tiếng của ông. Ehrenburg viết bài thơ này trong những ngày tháng khốc liệt nhất của cuộc chiến tranh Vệ quốc. Cũng trong thời kỳ này ông viết bài "Hãy giết người Đức" đăng trên báo Ngôi sao đỏ ngày 24 tháng 7 năm 1942.
Nguyên cớ của bài báo là cuộc tấn công của quân Đức vào vùng sông Đông, hai tuần trước mệnh lệnh số 227 của Tổng tư lệnh Stalin: "Không lùi một bước!" ra đời, theo lời của tác giả, là những bức thư từ Đức mà người ta tìm thấy trong túi áo của những lính Đức tử trận về ý định của người Đức "biến dân Nga thành những kẻ nô lệ". Ehrenburg viết:
"Chúng ta hiểu rằng: người Đức không phải là những con người. Kể từ nay từ "người Đức" đối với chúng ta là sự nguyền rủa kinh hoàng nhất. Kể từ nay từ "người Đức" tháo đạn. Ta sẽ không nói gì thêm. Ta sẽ không lấy làm ngạc nhiên. Ta sẽ giết. Nếu như một ngày mà anh không giết dù chỉ một người Đức thì một ngày của anh đã mất. Nếu anh nghĩ rằng người hàng xóm sẽ giết người Đức thay anh thì anh không hiểu ra mối hiểm họa khôn lường. Nếu anh không giết người Đức, người Đức sẽ giết anh. Người Đức sẽ bắt những người thân của anh và sẽ hành hạ họ ở nước Đức khốn nạn của mình. Nếu anh không thể giết người Đức bằng viên đạn thì hãy giết người Đức bằng lưỡi gươm. Nếu vùng đất của anh lặng yên, nếu anh đang chờ trận đánh thì hãy giết người Đức trước khi trận đánh xảy ra. Nếu anh để cho người Đức sống thì người Đức sẽ treo cổ người Nga và làm nhục phụ nữ Nga. Nếu anh đã giết một người Đức rồi thì hãy giết thêm những người Đức nữa. Với chúng ta, không có niềm vui nào lớn hơn xác người Đức. Anh đừng tính ngày. Đứng đếm dặm vesta. Hãy đếm một điều là: bao nhiêu người Đức mà anh đã giết. Hãy giết người Đức! – đấy là điều đang van vỉ mẹ già. Hãy giết người Đức! – đấy là điều đang năn nỉ con thơ. Hãy giết người Đức! – đấy là điều quê hương đang gào thét kêu la. Đừng bắn trượt. Đừng bỏ qua. Hãy giết!"" (Мы поняли: немцы не люди. Отныне слово «немец» для нас самое страшное проклятье. Отныне слово «немец» разряжает ружьё. Не будем говорить. Не будем возмущаться. Будем убивать. Если ты не убил за день хотя бы одного немца, твой день пропал. Если ты думаешь, что за тебя немца убьёт твой сосед, ты не понял угрозы. Если ты не убьёшь немца, немец убьёт тебя. Он возьмёт твоих и будет мучить их в своей окаянной Германии. Если ты не можешь убить немца пулей, убей немца штыком. Если на твоём участке затишье, если ты ждёшь боя, убей немца до боя. Если ты оставишь немца жить, немец повесит русского человека и опозорит русскую женщину. Если ты убил одного немца, убей другого — нет для нас ничего веселее немецких трупов. Не считай дней. Не считай вёрст. Считай одно: убитых тобою немцев. Убей немца! — это просит старуха-мать. Убей немца! — это молит тебя дитя. Убей немца! — это кричит родная земля. Не промахнись. Не пропусти. Убей!)
Bài viết này sau đó đã bị dư luận nước ngoài chỉ trích và trở thành đối tượng của nhiều cuộc tranh luận. Nhà văn Anh Antony Beevor trong cuốn Berlin sụp đổ (Berlin:The Downfall 1945) cho rằng những khẩu hiệu kiểu như vậy khiêu khích bạo lực của Hồng quân đối với dân thường Đức trong những năm 1944 – 1945. Ilya Ehrenburg đã viết những lời giải thích sau đây:
"Tôi nhớ "cuộc chiến lạ lùng" – lễ chôn cất phi công Đức, tiếng gào của loa phóng thanh… Chiến tranh là kinh hoàng và đáng ghét nhưng không phải chúng ta đã phát động nó mà là kẻ thù rất mạnh và vô cùng tàn ác. Tôi biết rằng nghĩa vụ của tôi là chỉ ra bộ mặt thật của lính phát xít, những kẻ chép vào sổ tay điều vô lý khát máu và dị đoan về sự ưu việt của chủng tộc mình, những thứ trâng tráo, bẩn thỉu và tàn ác có khả năng làm cho kẻ mọi rợ bất kỳ nào cũng phải bối rối. Tôi phải cảnh báo những người lính chúng ta rằng chớ trông chờ một cách vô ích vào sự đoàn kết giai cấp của tầng lớp công nhân Đức, vào điều rằng những người lính Đức sẽ thức tỉnh lương tâm, đây không phải là lúc đi tìm "những người Đức tốt bụng" ở đội quân thù địch đang tấn công mà đem dâng những thành phố, những làng quê của mình cho cái chết. Và tôi đã viết: Hãy giết người Đức!".
Ilya Ehrenburg là đại biểu tối cao Xô Viết tối cao Liên Xô các nhiệm kỳ 3 – 7. Từ năm 1950 là Phó chủ tịch Hội đồng hòa bình Thế giới. Hai lần ông được tặng Giải thưởng Stalin (1942, 1948). Năm 1952 được tặng Giải thưởng Lenin vì "sự nghiệp củng cố hòa bình giữa các dân tộc". Ông mất ngày 31 tháng 8 năm 1967 ở Moskva.

## Tác phẩm
- Cầu nguyện cho nước Nga (tiểu thuyết, 1918)
- Cuộc phiêu lưu khó tin của Julio Jurenito (tiểu thuyết, 1922)
- Cuộc đời và cái chết của Nikolai Kurbov (tiểu thuyết, 1923)
- Mối tình của Jeanne Ney (tiểu thuyết, 1924)
- Mùa hè 1925 (tiểu thuyết, 1926)
- Paris sụp đổ (tiểu thuyết, 1941)
- Lòng yêu nước (tùy bút, tháng 6,1942)
- Làn sóng thứ chín (tiểu thuyết, 1950)
- Con người, năm tháng, cuộc đời (hồi ký, 1961 - 1965)
- Biên niên sử của sự can đảm (tiểu thuyết, 1974)

## Một vài bài thơ
| Hãy giết! Như máu trên thái dương của anh đang dồn dập Như tháng năm trong máu, như tính sổ những hờn căm Như say vì đau khổ mà không có rượu vang Và giống như sự yên lặng mênh mang Sau những viên đạn, sau những quả mìn Và một trăm phút, vào một khoảnh khắc Như cuộc đời này – anh đừng uống, đừng ăn Và đừng thở - chỉ một điều: hãy giết! Vì cái miệng của vợ anh mím chặt Vì những tháng năm giặc đem thiêu đốt Vì không còn giấc ngủ, không thành quách Vì tiếng khóc con trẻ, tiếng kêu tử đinh hương Vì một điều, thậm chí sự hình dung Những con mắt của mình khóc sướt mướt Vì nỗi đau của những con ong bị sỉ nhục Vì một điều rằng nó tự tìm đến anh Và vì chính anh – đừng uống và đừng ăn Như máu trên thái dương – chỉ một điều: hãy giết! Không ai nói với tôi Không ai nói với tôi trong giờ học: "hãy lắng nghe" Không ai nói với tôi trong bữa ăn: "hãy ăn đi" Và chẳng có ai gọi tên tôi là Ilya Và không ai có thể dịu dàng âu yếm Như mẹ hiền âu yếm đứa con thơ. Đau khổ của người khác Đau khổ của người khác - nó như con ruồi Em xua đuổi nó, và em lại ngồi Em muốn bước ra, bước ra rất muộn Đau khổ là không khí ướt và rất nóng Và dù em có thở thì vẫn cứ oi. Đau khổ không nghe, đau khổ là cuồng loạn Đau khổ đến và hằng đêm than vãn Biết làm gì với nó – đau khổ của người ta. Bản dịch của Nguyễn Viết Thắng | Убей! Как кровь в виске твоем стучит, Как год в крови, как счет обид, Как горем пьян и без вина, И как большая тишина, Что после пуль и после мин, И в сто пудов, на миг один, Как эта жизнь — не ешь, не пей И не дыши — одно: убей! За сжатый рот твоей жены, За то, что годы сожжены, За то, что нет ни сна, ни стен, За плач детей, за крик сирен, За то, что даже образа Свои проплакали глаза, За горе оскорбленных пчел, За то, что он к тебе пришел, За то, что ты — не ешь, не пей, Как кровь в виске — одно: убей! Мне никто не скажет Мне никто не скажет за уроком "слушай", Мне никто не скажет за обедом "кушай", И никто не назовет меня Илюшей, И никто не сможет приласкать, Как ласкала маленького мать. Чужое горе Чужое горе — оно, как овод, Ты отмахнешься, и сядет снова, Захочешь выйти, а выйти поздно, Оно — горячий и мокрый воздух, И как ни дышишь, все так же душно. Оно не слышит, оно — кликуша, Оно приходит и ночью ноет, А что с ним делать — оно чужое. |